# Arturo García Tenorio
Arturo García Tenorio (Cidade do México, 7 de outubro de 1954 – Cidade do México, 14 de novembro de 2024) foi um ator, diretor e cinegrafista mexicano, mais conhecido no Brasil por participações especiais em El Chapulín Colorado como O Bebé Jupiteriano, na telenovela María Mercedes com Thalía, interpretando o comerciante Rogasiano "El Latas", e em Carrusel como o mecânico Rafael Palillo, pai de Jaime Palillo.
Morreu no dia 14 de novembro de 2024, aos 70 anos, na Cidade do México. A causa da morte não foi divulgada.

## Filmografia

### Cinema
| Ano  | Título                                 | Papel            |
| ---- | -------------------------------------- | ---------------- |
| 1979 | Bloody Marlene                         | Hijo McCutchen   |
| 1984 | Charrito                               | Hermano Brothers |
| 1988 | La noche de la bestia                  | Alfredo          |
| 1991 | Asalto                                 | Agustín          |
| 1991 | Cándido Pérez, especialista en señoras |                  |
| 1992 | Crisalida                              |                  |
| 1992 | Los 'panaderos'                        |                  |
| 1992 | Antojitos mexicanos                    |                  |
| 1994 | Suerte en la vida                      |                  |
| 1994 | El silla de ruedas 3                   |                  |
| 1995 | Mecánica Mexicana                      |                  |
| 2001 | Primer amor... tres años después       | Indalesio Cano   |

### Televisão
| Ano       | Título                       | Papel                   | Notas       |
| --------- | ---------------------------- | ----------------------- | ----------- |
| 1974      | El Chapulin Colorado         | Bebê Jupiteriano        |             |
| 1981      | El hogar que yo robé         | Salomon                 |             |
| 1982      | El Chapulín Colorado         | Matadouro               | 2 episódios |
| 1988      | Rosa salvaje                 | Matón                   |             |
| 1989      | Carrusel                     | Rafael Palillo          |             |
| 1990      | La fuerza del amor           | Ramón                   |             |
| 1992      | María Mercedes               | Rogasiano "El Latas"    |             |
| 1993      | Valentina                    | Arnulfo Chaparra        |             |
| 1996      | Los hijos de nadie           | Roberto                 |             |
| 1997      | Mi pequeña traviesa          | Rafael                  |             |
| 1999      | El niño que vino del mar     |                         |             |
| 2001      | Primer amor                  | Indalesio Cano          |             |
| 2001      | Maria Belén                  |                         |             |
| 2002      | Mujer, casos de la vida real | Ele mesmo               | 3 episódios |
| 2002      | ¡Vivan los niños!            | Butcher                 |             |
| 2002-2003 | Clase 406                    | Rodolfo Londoño         |             |
| 2003      | De pocas, pocas pulgas       |                         |             |
| 2005-2007 | La madrastra                 | Leonardo Montes DaVinci |             |
| 2007      | Yo amo a Juan Querendón      |                         |             |
| 2007      | Objetos perdidos             | Vários personagens      |             |
| 2007      | XHDRbZ                       | Investigador            |             |
| 2009-2010 | Corazón salvaje              | Santos                  |             |
| 2011      | Como dice el dicho           | Danilo                  |             |
| 2016-17   | Despertar contigo            | Ismael                  |             |